# Mateusz Skrzypczak
Mateusz Skrzypczak (Poznan, 22 de agosto de 2000) es un futbolista polaco que juega en la demarcación de defensa para el Lech Poznań de la Ekstraklasa.

## Selección nacional
Tras jugar en las categorías inferiores de la selección, finalmente hizo su debut con la selección absoluta de Polonia el 6 de junio contra Moldavia en un partido amistoso que finalizó con un resultado de 2-0 a favor del combinado polaco tras los goles de Matty Cash y Bartosz Slisz.

## Clubes
| Club                         | País    | Año       | Partidos | Goles |
| ---------------------------- | ------- | --------- | -------- | ----- |
| Lech Poznań II               | Polonia | 2017-2020 | 29       | 0     |
| Lech Poznań                  | Polonia | 2019-2020 | 7        | 1     |
| Puszcza Niepołomice (cedido) | Polonia | 2020-2021 | 15       | 0     |
| Stomil Olsztyn SA (cedido)   | Polonia | 2021      | 14       | 0     |
| Lech Poznań II               | Polonia | 2021-2022 | 11       | 0     |
| Lech Poznań                  | Polonia | 2021-2022 | 7        | 0     |
| Jagiellonia Białystok II     | Polonia | 2022-2023 | 1        | 0     |
| Jagiellonia Białystok        | Polonia | 2022-2025 | 103      | 6     |
| Lech Poznań                  | Polonia | 2025-     | 5        | 1     |